# Sematophyllum squarrosum
Sematophyllum squarrosum är en bladmossart som beskrevs av William Russell Buck 2003. Sematophyllum squarrosum ingår i släktet Sematophyllum och familjen Sematophyllaceae. Inga underarter finns listade i Catalogue of Life.